# 樅峰苑
樅峰苑（しょうほうえん）は、秋田県大仙市強首にある温泉旅館。日本秘湯を守る会会員の宿。

## 概要
旅館の建物は、国の登録有形文化財に登録された、旧小山田家邸を使用している。この強首・小山田家は、代々地主や政治家を務めた家柄で、特に第14代目の小山田義孝は、衆議院議員・陸軍参与官・秋田県会議員・西仙北町町長・強首村村長などを歴任したことで有名である。また同家の先祖は、1602年（慶長7年）の佐竹氏の国替えの時に水戸から出羽国にやって来たもので、一族の水戸藩に仕えた小山田家が、武田信玄・武田勝頼親子に仕えた小山田信茂の後裔と称しているが、明確な根拠はないとされる。
旅館の建物内と、敷地内にある資料館（同家の家宝や使用していた道具類を展示）は、別途入館料を支払えば見学できる。

### 強首・小山田家一族
- 水戸藩藩士小山田家
- 10代目当主・小山田文五郎 - 強首村長
- 11代目当主・小山田治右衛門 - 強首村長
- 12代目当主・小山田治右衛門 - 秋田県会議員、強首村長
- 13代目当主・小山田貞虎 - 秋田県会議員
- 14代目当主・小山田義孝 - 衆議院議員、陸軍参与官、秋田県会議員、西仙北町町長、強首村長
  - 小山田四郎 - 義孝実弟、秋田県会議員、強首村長、秋田県出身者向け女子学生寮「ドムス友愛」（東京都杉並区）創設
  - 小山田達 - 四郎実子、「ドムス友愛」寮主
- 15代目当主・小山田巍 - 玉塚證券秋田支店長
- 16代目当主・小山田明 - 「樅峰苑」苑主

## 来歴
- 1914年（大正3年） - 小山田邸が強首地震で倒壊する。
- 1917年（大正6年） - 現在の小山田邸が竣工される。
- 1964年（昭和39年） - 3キロメートルほど離れた場所から温泉を引き、温泉宿を開業する。
- 2008年（平成20年） - 敷地内をボーリングしたところ温泉が出る。
  - 内湯の浴場を改装する。
  - 貸切露天風呂を新築する。

## 料金等
- 苑主 - 強首・小山田家16代目当主の小山田明
  - 外来入浴 - 11時～15時
  - 入浴料金 - 500円
  - 旅館内見学料 - 200円
  - 資料館入館料 - 200円
  - 旅館内見学料＋資料館入館料 - 300円
  - 住所 - 〒019 - 2335 秋田県大仙市強首字強首268
  - 緯度経度 - 北緯39度33分30.00秒・東経140度16分59.50秒

## アクセス
- 秋田自動車道・西仙北スマートインターチェンジより、自動車で約7分。
- 峰吉川駅よりタクシーで約6分。
- 秋田空港よりタクシーで約16分。

## 主な出典
- 樅峰苑HP
- 小山田 衆議院議員'  強首 小山田 衆議院議員'
- 丸島和洋『郡内小山田氏―武田二十四将の系譜―』（戎光祥出版、2013年）